# Laura Solari
Laura Solari (* 5. Januar 1913 in Triest; Österreich-Ungarn; † 13. September 1984 in Bellinzona, Schweiz) war eine italienische Schauspielerin.

## Leben
Geboren unter dem Namen Laura Camaur als Tochter eines Kunstmalers, studierte sie in Wien und an der Accademia di Brera in Mailand. Sie schloss sich einer Gruppe von Filmleuten an und bekam erste Filmrollen, bald auch Hauptrollen in italienischen Filmen. Laura Solari war eine typische Femme fatale der Filmwelt um 1940. In diesem Jahr wurde sie bei den IFF Venedig mit einem Preis für ihre Darstellung in dem Film Don Pasquale ausgezeichnet.
Im Rahmen der damaligen engen Zusammenarbeit zwischen der deutschen und der italienischen Filmindustrie wurde auch der deutsche Film auf sie aufmerksam. Laura Solari wirkte in drei UFA-Spielfilmen mit und war damit zu ihrer Zeit die in Deutschland bekannteste italienische Schauspielerin. 
In der Nachkriegszeit spielte sie vor allem am Theater und im italienischen Fernsehen. Darüber hinaus konnte man sie auch nochmal in zwei deutsch-italienischen Produktionen erleben. Sie war bis zu ihrer Scheidung im Jahr 1940 mit dem amerikanischen Industriellen Oscar Semere verheiratet.

## Filmografie (Auswahl)
- 1937: Regina della Scala
- 1938: Il destino in tasca
- 1938: L’orologio a cucù
- 1938: La sposa dei re
- 1939: Terra di nessuno
- 1939: Una moglie in pericolo
- 1939: Bionda sotto chiave
- 1939: Eravamo sette vedove
- 1940: Una lampada alla finestra
- 1940: Validità giorni dieci
- 1940: Don Pasquale
- 1941: Orizzonte dipinto
- 1941: Vorbestraft (Ridi pagliaccio)
- 1941: Alles für Gloria
- 1942: Die Sache mit Styx
- 1942: GPU
- 1942: Luisa Sanfelice
- 1943: La statua vivente
- 1943: La maschera e il volto
- 1943: Il matrimonio segreto
- 1947: Il vento m’ha cantato una canzone
- 1953: Die von der Liebe leben (Il mondo le condanna)
- 1953: Ein Herz und eine Krone (Roman Holiday)
- 1954: Lettere d’amore
- 1954: Buon viaggio Paolo
- 1954: Come le foglie
- 1954: Il successo
- 1957: All’insegna delle sorelle Kadar
- 1960: Giallo club – Invito al poliziesco (Fernsehserie, 1 Folge)
- 1961: Ferien in der Silberbay (Vacanze alla baia d'argento)
- 1961: Im Stahlnetz des Dr. Mabuse
- 1961: Romulus und Remus (Romolo e Remo)
- 1961: Die korsischen Brüder
- 1963: La moglie di papà
- 1968: Die Banditen von Mailand (Banditi a Milano)
- 1969: Revenge